# Ernest Van der Hallen
Ernest Van der Hallen (Lier, 2 juni 1898 – aldaar, 24 februari 1948) was een Vlaams schrijver en katholiek jeugdleider tijdens het interbellum.

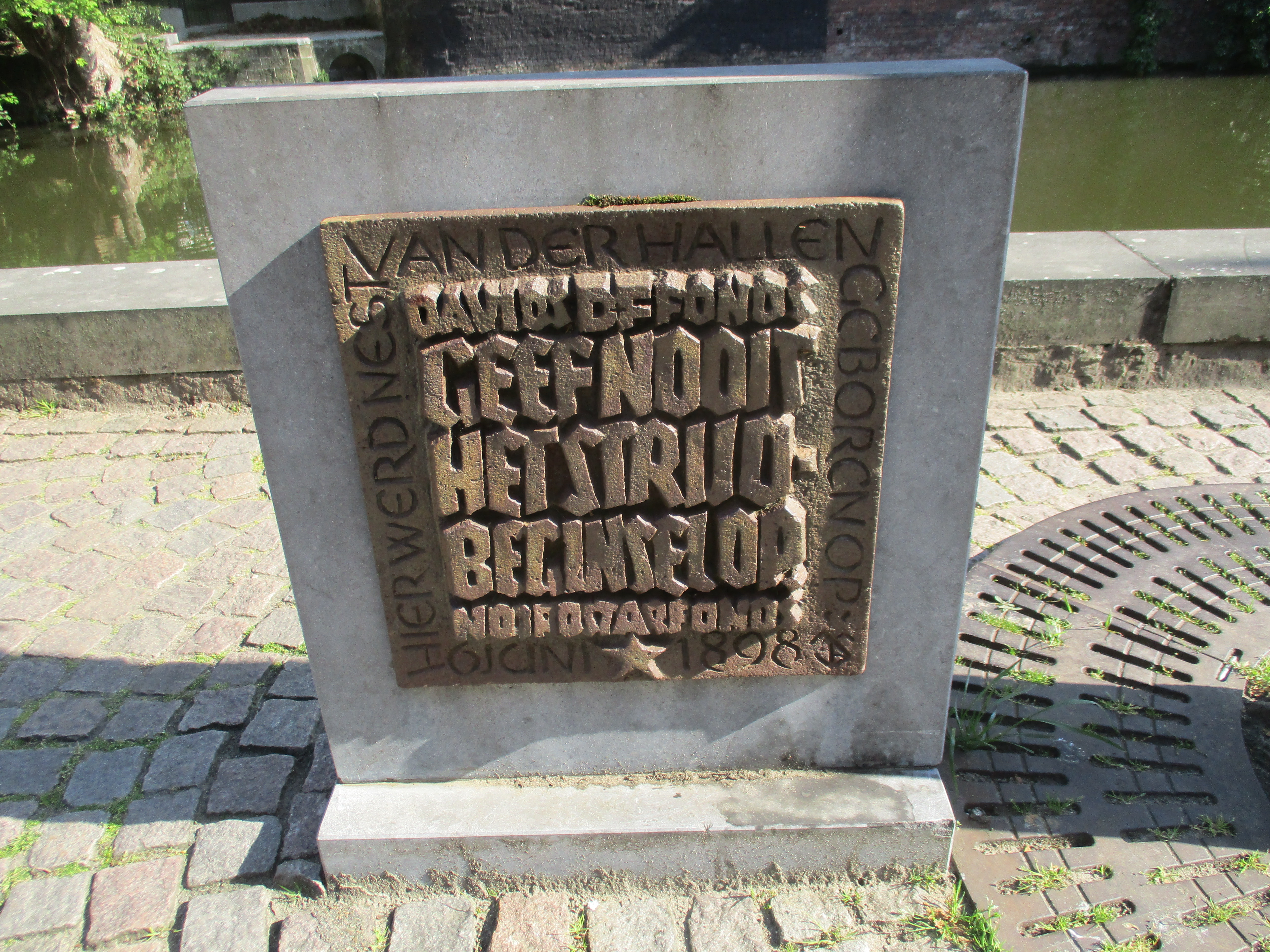
Herdenkingssteen Ernest Van der Hallen

## Biografie
Na een om gezondheidsredenen afgebroken kloosterroeping legde hij zich toe op de studentenbeweging. Hij werd de bezieler van het Algemeen Katholiek Vlaams Studentenverbond. Van der Hallen droomde van een vrijgevochten Vlaamsvoelende jeugd, doordrongen van christelijke idealen. De kerkelijke overheid in België kon het zelfstandig optreden van de non-conformist niet op prijs stellen evenmin als de Vlaamsgezinde overtuiging die hij op de studenten overbracht. Pogingen om het A.K.V.S in het gareel te doen lopen, mislukten, waarop de kerkelijke overheid besloot het verbond te dwarsbomen. Een middel daartoe was de Katholieke Studenten Actie, die een volgzamere studentenformatie was. Daarnaast had het A.K.V.S. nog te lijden onder de concurrentie van het Jong-Dinaso.
Na het debacle van het A.K.V.S. maakte Van der Hallen een viertal reizen in het Middellandse Zeegebied. Het relaas van zijn omzwervingen publiceerde hij later in boekvorm. Tijdens de Tweede Wereldoorlog bleef hij politiek afzijdig en hield zich bezig met zijn werk als provinciaal inspecteur van bibliotheken en het schrijven van boeken. Bij de bevrijding kreeg Van der Hallen de politie over de vloer, die op zoek was naar zijn broer Alfred, de oorlogsburgemeester van Lier. Toen hij verklaarde zijn broer niet te zullen verraden, werd hij zonder arrestatiebevel gearresteerd en drie maanden opgesloten. De erbarmelijke omstandigheden van zijn gevangenschap ondermijnden het gestel van Van der Hallen die reeds lang met zijn gezondheid sukkelde. Later werd hij ook uit zijn ambt van inspecteur ontzet.
Ook na zijn overlijden in 1948 bleef Van der Hallen een inspirerend figuur voor de Vlaams-nationalistische jeugdbewegingen.

## Werken
- Ridder Arnold (1924, sprookje)
- Sprookjes uit de zomernacht (verlucht door Felix Timmermans) (1924)
- Stille uren bij primitieve meesters (1924, essay)
- Begenadigden uit mystiek Vlaanderen (1925)
- Kristiaan de godsgezant (1928, roman)
- Liturgisch gebedenboek voor studenten (1931)
- Brieven aan een jonge vriend (1932)
- De wind waait (1932)
- Een jongen uit Vlaanderen (1934)
- Zes dagen (1935)
- De aarde roept (1936, roman)
- Charles de Foucauld (1937)
- Tussen Atlas en Pyreneeën (1938, reisverhaal)
- Cheiks, pelgrims en rabbijnen (1940, reisverhaal)
- Oost-zuid-oost. Herinneringen aan Lybië, Egypte, Syrië en Turkije (1941)
- Op eigen grond (1942, roman)
- Het vertelsel van den dichter zonder hart (1942, verhaal in "Bloei")
- Brouwer (1943, geromantiseerde biografie van Adriaen Brouwer)
- Steden in vlammen (1943)
- Vertelsels in juni (1944, verhalen)
- Kroniek der onnozele kinderen (1947, roman)
- Felix Timmermans (1948)
- Brieven aan Elckerlyc (1948, onder pseudoniem J. van de Wijngaert)
- Vreemdelingenlegioen (1948, verhaal)
- Vaarwel, mijn vriend (1949, onvoltooide roman)

## Herdenking

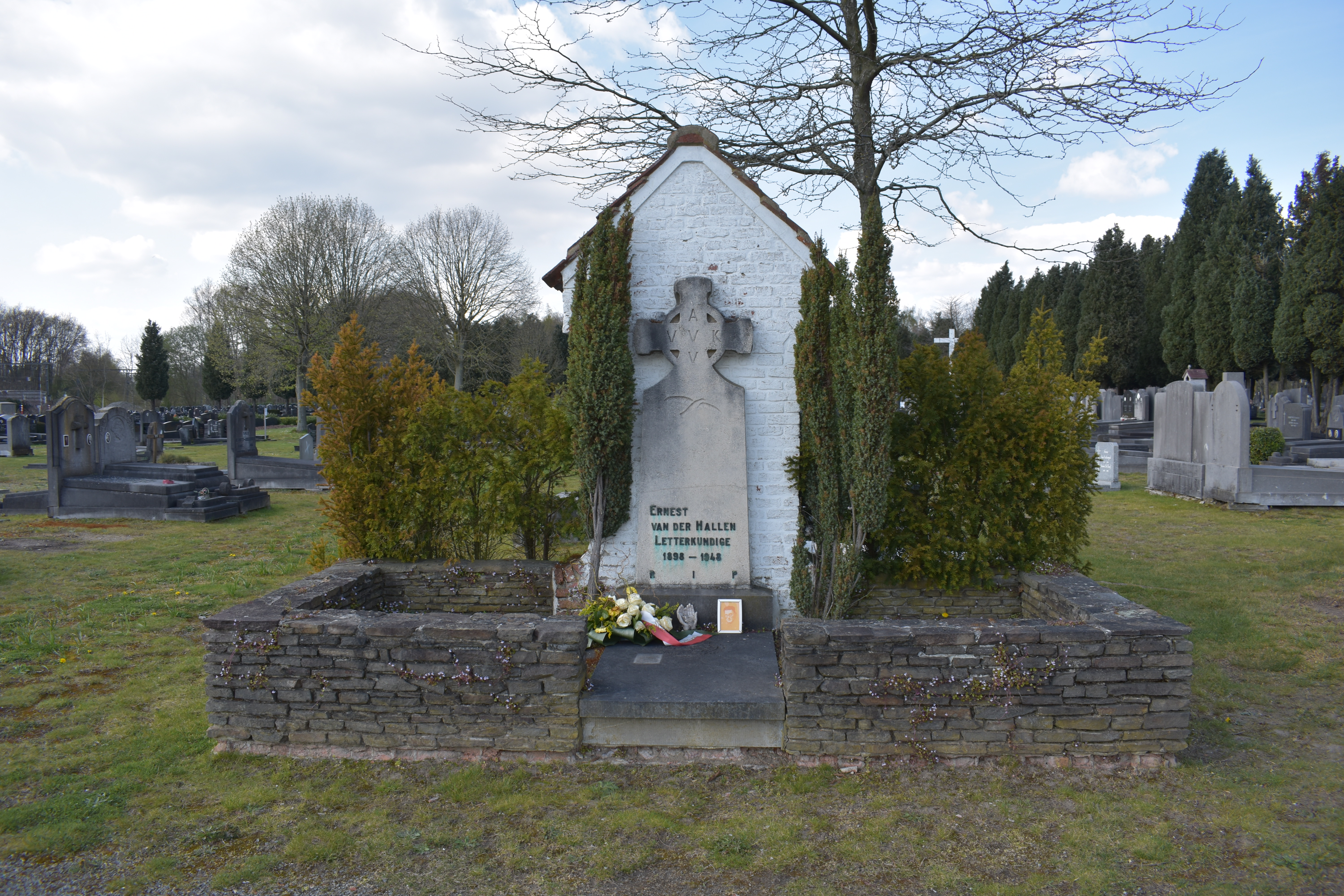
Grafmonument Ernest van der Hallen.

Aan Van der Hallen herinneren twee gedenkstenen, één tegenover zijn geboortehuis aan de Mosdijk 15, een tweede aan het Ruusbroechuisje in de Hellestraat van het Lierse begijnhof, waar de schrijver zijn werkkamer had. Op de begraafplaats Kloosterheide staat een grafmonument.